# Sparodus
Sparodus es un género extinto representado por una única especie de lepospóndilo (perteneciente al grupo Microsauria) que vivió a finales del período Carbonífero en lo que hoy es la República Checa.